# Tachiramantis
Tachiramantis – rodzaj płazów bezogonowych z podrodziny Pristimantinae w obrębie rodziny Craugastoridae.

## Rozmieszczenie geograficzne
Rodzaj obejmuje gatunki występujące po obu stronach Depresión de Táchira w Cordillera de Mérida w Wenezueli i przyległych częściach Kordyliery Wschodniej w Kolumbii; także w Serranía de Perijá wzdłuż granicy Wenezueli i Kolumbii.

## Systematyka
Rodzaj zdefiniował w 2015 roku amerykańsko-hiszpański zespół herpetologów – Amerykanie Matthew Paul Heinicke i Stephen Blair Hedges oraz Hiszpan César L. Barrio Amorós – w artykule zatytułowanym Dane molekularne i morfologiczne potwierdzają identyfikację nowego rodzaju żaby nie przechodzącej metamorfozy w Nowym Świecie (Anura: Terrarana) z niedostatecznie zbadanego regionu Ameryki Południowej, opublikowanym w czasopiśmie „Zootaxa”. Gatunkiem typowym jest (oryginalne oznaczenie) T. prolixodiscus.

### Etymologia
Tachiramantis: Depresión de Táchira, Wenezuela, od nazwy tachure oznaczającej w języku ludności Timoto-Cuica roślinę leczniczą, która rośnie w tym regionie; gr. μαντις mantis, μαντεως manteōs ‘wieszcz, prorok’ (tj. żaba drzewna).

### Podział systematyczny
Do rodzaju należą następujące gatunki:
- Tachiramantis cuentasi (Lynch, 2003)
- Tachiramantis douglasi (Lynch, 1996)
- Tachiramantis lassoalcalai (Barrio Amorós, Rojas-Runjaic & Barros, 2010)
- Tachiramantis lentiginosus (Rivero, 1984)
- Tachiramantis padrecarlosi (Mueses-Cisneros, 2006)
- Tachiramantis prolixodiscus (Lynch, 1978)
- Tachiramantis tayrona (Lynch & Ruiz-Carranza, 1985)